# Курдюмов, Алексей Васильевич
Алексей Васильевич Курдюмов (октябрь 1922 года, с. Дряплы Тульская губерния, — 1993 год, Москва) — советский учёный-металлург, видный специалист в области теории и технологии получения сплавов из цветных металлов, доктор технических наук, профессор кафедры литейного производства МИСиС.

## Биография
Родился в октябре 1922 г. в крестьянской семье в с. Дряплы Одоевского уезда Тульской губернии. После окончания средней школы в 1939 г. он поступил в МИЦМиЗ, который окончил в 1944 г., получив квалификацию инженера-металлурга по специальности «Технология цветных металлов и сплавов».
По окончании института в течение трех лет работал на Московском заводе по обработке цветных металлов. В 1948 г. по приглашению профессора А.Г. Спасского он перешел МИЦМиЗ на кафедру литейного производства. В 1955 г. защитил кандидатскую диссертацию, в 1958 г. был избран на должность доцента. В 1972 году защитил докторскую диссертацию.
В 1962 году перешёл на кафедру технологии литейного производства МИСиС, где руководил специализацией по литейному производству цветных металлов и сплавов. На этой кафедре проработал до конца жизни.

## Научная деятельность
Научные интересы А.В. Курдюмова лежали, в основном, в области рафинирования и фильтрования алюминиевых расплавов, где были получены ценные для науки и производства результаты. Эти исследования легли в основу его докторской диссертации «Исследование физико-химических основ процессов фильтрования цветных металлов», которую он успешно защитил в 1972 г. В этой диссертации впервые были рассмотрены теоретические вопросы удержания фильтром инородных частиц с учетом действия электрокапиллярных сил. Наряду с этим диссертация содержала и конкретные технологические рекомендации, нашедшие широкое применение в металлурги-ческой практике.
Он являлся основным автором двух важных для советской металлургии монографий: «Флюсовая обработка и фильтрование алюминиевых сплавов» (1980 г.) и «Металлические примеси в алюминиевых сплавах» (1988 г.).
Под его научным руководством выполнили и защитили кандидатские диссертации 15 аспирантов и соискателей. Он в течение многих лет являлся членом диссертационных советов в МИСиС, ВИЛС и институте «Гипроцветметобработка».

## Педагогическая деятельность
В МИСиС им была разработана стройная система учебных дисциплин по специализации «Литейное производство цветных металлов и сплавов», обеспечившая выпуск хорошо подготовленных теоретически и владеющих практическими навыками специалистов литейщиков – цветников.
Он автор нескольких учебных пособий. Особо следует отметить учебник «Производство отливок из сплавов цветных металлов», написанный в соавторстве с М.В. Пикуновым, В.М. Чурсиным и Е.Л. Бибиковым, в котором А.В. Курдюмов выполнял роль основного автора и редактора. Первое издание учебника вышло в издательстве «Металлургия» в 1986 г., второе и третье, дополненные и переработанные, - уже после его смерти – в издательстве «МИСиС» в 1996 и 2011 гг.